# Jon Lester
Jonathan Tyler "Jon" Lester (7 de janeiro de 1984) é um jogador profissional de beisebol estadunidense.

## Carreira
Jon Lester foi campeão da World Series de 2007 jogando pelo Boston Red Sox. Na série de partidas decisiva, sua equipe venceu o Colorado Rockies por 4 jogos a 0. Em 2013, ele levantou outra taça de campeão com os Red Sox.